# 롯시
롯시(Lotsee)는 미국 오클라호마주 털사군의 도시이다. 이 지역의 인구는 2010년 인구조사 당시 2명이었으며, 이는 2000년 11명에서 하락한 것이다. 오클라호마주에서 가장 작은 규모이다.

## 지리
롯시의 위치는 북위 36° 8′ 0″ 서경 96° 12′ 34″ / 북위 36.13333°  서경 96.20944°  (36.133434, -96.209454)이다.
미국 인구조사국에 따르면 이 도시의 총 면적언 0.02 제곱마일(0.1 km2)이다.

## 인구
| 인구조사              | 인구 | Note  | %±     |
| --------------------- | ---- | ----- | ------ |
| 1970년                | 16   |       | —      |
| 1980년                | 7    |       | −56.2% |
| 1990년                | 7    |       | 0.0%   |
| 2000년                | 11   |       | 57.1%  |
| 2010년                | 2    |       | −81.8% |
| 2019 (추산)           | 2    | [ 4 ] | 0.0%   |
| U.S. Decennial Census |      |       |        |